# Jerzy Dowgird
Jerzy Dowgird, né le 7 décembre 1917, à Kharkiv, en Ukraine, et mort le 19 octobre 2003, à Piaseczno, en Pologne, est un ancien joueur et entraîneur de basket-ball polonais.